# ساری‌چیچک (پوسوف)
ساری‌چیچک (به ترکی استانبولی: Sarıçiçek) یک منطقهٔ مسکونی در ترکیه است که در پوسوف واقع شده‌است.